# Gafaït
Gafaït (variantes : Gafait, Guefaït et Guefait ; en arabe : كفايت) est une commune rurale marocaine de la province de Jerada, et se trouve dans la région de l'Oriental, qui comporte une oasis.

## Géographie

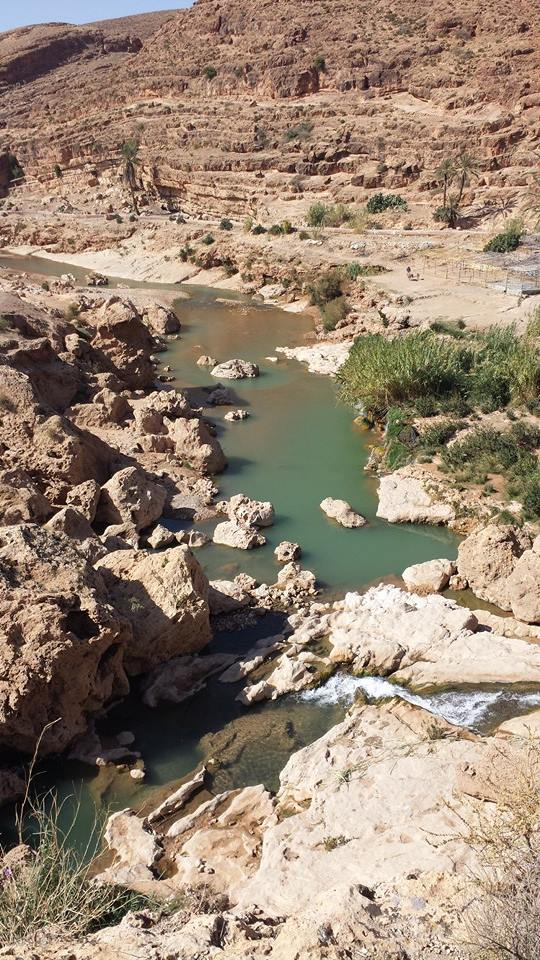
Gafaït.

Le code géographique de Gafaït est 02.275.03.03 et son code postal 64573.
Elle comporte une oasis de 5 km2[réf. nécessaire] située dans une boucle de l'oued Za. Elle est accessible par la route 5330, qui la relie à El Aioun Sidi Mellouk au nord (40 km) et par la route 5345, qui la joint à Jerada à l'est (25 km).

## Démographie
| Année | Nombre de ménages | Nombre d'habitants | Nombre d'étrangers | Nombre de Marocains |
| ----- | ----------------- | ------------------ | ------------------ | ------------------- |
| 1994  | 350               | 2 395              | -                  | -                   |
| 2004  | 441               | 2 654              | 1                  | 2 653               |
| 2014  | 486               | 2 656              | 0                  | 2 656               |